# 大野治夫
大野 治夫（おおの はるお、1956年6月15日 - ）は、ウェザーマップ所属の気象予報士、防災士である。

## 経歴
埼玉県本庄市出身。本庄市立本庄東中学校、埼玉県立熊谷高等学校、埼玉大学工学部機械工学科を卒業。
大学卒業後は自動車部品の会社に就職し、設計業務を担当した。
1993年、東京メトロポリタンテレビジョン（東京MXテレビ）開局時のお天気キャスターの公募に合格。気象予報士の森田正光にスカウトされ、ウェザーマップに所属する。
1995年5月に気象予報士として登録される。1996年からTBSラジオの番組に出演し、天気予報を行う。
2014年3月末をもって、長年出演していたTBSラジオから、開局時に所属していた東京MXテレビに気象デスクとして移籍した。
2017年からはテレビユー福島の気象キャスターとして2021年2月まで活動した。
スキー（SAJ2級）、第二級アマチュア無線技士免許を持つ。コーラスが趣味で自称「歌う気象予報士」。

## 過去の主な出演番組

### TBSラジオ
- 土曜ワイドラジオTOKYO 永六輔その新世界
- 生島ヒロシのおはよう定食
- 生島ヒロシのおはよう一直線
- 森本毅郎・スタンバイ!
- 大沢悠里のゆうゆうワイド
- 荒川強啓 デイ・キャッチ! - 不定期、デイキャッチランキング・うわさの調査隊
- 中村尚登 ニュースプラザ
- 夜な夜なニュースいぢり X-Radio バツラジ - 台風情報を放送するときのみ出演
- ニューイヤー駅伝
- 爆笑問題の日曜サンデー

### TBSラジオ以外の番組
- ゆうがたサテライト（テレビ東京）
- TBSニュースバード（TBSテレビ）
- Yahoo!動画
- Nスタふくしま（テレビユー福島）